# Барто (группа)
«Барто́» — музыкальный коллектив, играющий на стыке жанров электроклэш и электропанк. Используя в качестве основы электросаунд 1980—1990-х годов, «Барто» добавляет ненормативную лирику с ярко выраженным ироничным и социальным подтекстом.

## История группы
Группа «Барто» была организована в 2006 году. Она ориентируется в первую очередь на электронную музыку на стыке жанров электроклэш и электропанк. Тексты песен обладают ярко выраженным ироничным и социальным подтекстом. Многие песни группы затрагивают протестную тематику.
После победы в 2007 году в номинации «электронная музыка» конкурса «Museon» музыкальный критик Артемий Троицкий, который был там одним из членов жюри, издал на своём лейбле дебютную пластинку группы. Альбом получил высокие оценки в музыкальной прессе. В частности, он был признан лучшим дебютом по оценке журнала Rolling Stone и музыкального портала Zvuki.ru: «Сексапильный анархизм текстов в сопровождении не оставляющего времени на раздумья электроклэша. В итоге имеем — крепкий запоминающийся дебют, хлесткие точные тексты, томно-стервозный вокал, прыгучий танцевальный ритм и правильное настроение. „Барто“ — действительно открытие этого года».
Летом 2008 года «Барто» получили музыкальную премию «Степной волк» в номинации «Дебют года», а осенью того же года были названы лучшим сетевым проектом, став лауреатами премии RMA, учреждённой телеканалом MTV. В 2008 году группа была представлена в номинации «Сеть» на RMA 2008, но вырезана из «прямого» эфира. На MTV заявили, что группа так и не приехала на церемонию.
Весной 2009 года группа выпустила второй альбом — «Секс, Насилие и Хорошее Настроение». На несколько песен из этого альбома были сняты видеоклипы. Один из них — на композицию «Скоро Всё Ёбнется!» посмотрело более 300 000 пользователей интернета. На премию «Степной Волк 2009» альбом «Секс, Насилие и Хорошее Настроение» выдвигался в трёх номинациях — альбом года, песня года, тексты.
В 2010 году, помимо диска с ремиксами на «Барто», на лейбле «Союз» вышел третий номерной альбом коллектива — «Ум, Совесть и Честь», включающий в себя купированный вариант композиции «Готов», благодаря которой группа превратилась практически в интернет-мем. В записи пластинки приняли участие гитарист «Мумий Тролля» Юрий Цалер, поэт Лёха Никонов, дуэт «Прохор и Пузо» и другие. Питерский художник Николай Копейкин специально для «Барто» нарисовал 3 картины, которые были использованы в оформлении альбома. «Ум, Совесть и Честь» был выдвинут в номинации «Альбом года» на премии «Степной волк 2011». Весной 2010 года группа дважды входила в сотню «Неформальных лидеров России» по версии «Новой Газеты».
После участия «Барто» в концерте-митинге в поддержку защитников Химкинского леса в августе 2010 года вокалистку группы Марию Любичеву вызвали в прокуратуру для объяснительной беседы. Группе инкриминировался «экстремизм» (за текст песни «Готов»). Дело было закрыто 18 февраля 2011 года — в день рождения советской писательницы Агнии Барто.
В 2011 году начал выходить документальный интернет-сериал о «Барто» «STAR TREK по-русски, или звёздный путь В НИКУДА», повествующий о закулисной жизни группы. «СтарТрек» был тепло встречен критиками и поддержан такими музыкальными порталами, как Zvuki.ru, Fuzz и OpenSpace. Первый эпизод сериала увидел свет 10 августа 2011 года. В декабре 2011 года «Барто» запустили второй сезон сериала — «Азиатские Хроники».
В марте 2012 года группа выпустила диск «Привет! Тоталитаризм», состоящий из кавер-версий песен таких групп, как «Аквариум», «Оберманекен», «Машнинбэнд», «Комитет охраны тепла», «Центр» и других.
В мае отправилась в первый европейский тур, посетив Украину, Молдову, Эстонию, Латвию, Польшу и Германию. Летом выпустила клип под названием «Кісья Ересь» на совместную с проектом КАЧ кавер-версию молебна Pussy Riot. 21 декабря в петербургском клубе «Грибоедов» «Барто» устроили Final CuntDawn Fest с участием таких проектов, как «Ансамбль Христа Спасителя и Мать Сыра Земля», «КАЧ», «Чика из Перми», «Чёртово Колесо Инженера Ферриса», «Гопота», Red Samara Automobile Club и других. В начале февраля 2013 года открыли первый российско-индийский музыкальный фестиваль «Great Live Music» (Гоа, Индия), выступив на одной сцене с группами «Маша и Медведи», Prem Joshua, Noize MC и другими.
В апреле 2013 года «Барто» презентовали следующий диск — «Прекрасная эпоха», записанный при участии Дмитрия «Фео» Порубова (Психея), Анжея Захарищева фон Брауша (Оберманекен), Глеба Самойлова (экс-Агата Кристи, The Matrixx), Вячеслава Киньшина (Ghetto Girls). Деньги на него были собраны методом краудфандинга на сайте Planeta.ru. После чего в апреле—мае музыканты отыграли самый большой за свою семилетнюю историю тур, включавший в себя 26 городов (Швейцария, Украина, Польша, Германия, Латвия, Эстония).
В июле 2013 года Роскомнадзор вынес предупреждение редакции и учредителю газеты «Сегодняшняя газета» (Красноярский край) за нарушение требований ст. 4 Закона РФ «О средствах массовой информации» (пропаганда культа насилия и жестокости). Повод — публикация рецензии на альбом «Прекрасная эпоха» группы «Барто», в которой цитируется совместная с Глебом Самойловым песня «Фонорезонатор (Мести)».
Осенью 2013 года дебютный альбом «Барто» в количестве 300 копий был выпущен на виниле издательством «МируМир».
В феврале 2014 года в прямом эфире мексиканской радиостанции Pirata FM был презентован сингл «Le Monstre», записанный при участии Александра Ливера из НОМ. Вскоре в интервью «Модному Петербургу» было упомянуто, что новая песня — не только первый опыт дуэта в написания текстов на иностранном языке, но ещё и своего рода предвестник задуманного ими альбома, все тексты к которому будут написаны на разных языках:
«Монстра» — совместная работа с вокалистом Гран-опера Женевы Александром Ливером из «НОМ» — исполняется на французском и в будущем войдёт в мультиязычный альбом группы, где помимо прочих участвуют Super Girl & Romantic Boys.Евгений Куприянов
Однако музыканты не уточнили, когда планируют выпустить этот альбом. Тем временем «Монстра» вошла в EP «НННН», релиз которого также состоялся в 2014 году. По словам Марии Любичевой, этот релиз открывает новую эпоху в их творчестве:
«НННН» — работа переходного периода: от «Барто» как концептуального проекта к настоящему и будущему команды. Входящие в мини-альбом песни были задуманы довольно давно, но окончательно оформились только сейчас, когда мы естественным эволюционным путем пришли к новому звуку.
Этим EP с говорящим названием («На *** никому не нужно») мы закрыли целый период в жизни «Барто» и стоим в буквальном смысле в чистом музыкальном поле. Можем налево пойти, направо пойти, куда захотим пойти, как, впрочем, всегда и делали. Немного волнующе, но интересно, что будет дальше.
2015 год ознаменовался выходом двойного сингла «Император/Берлин 2.0». Новая версия «Берлина» была создана при участии проекта «FLÜGFRAKT», исполнившего первый куплет и припев на немецком языке.
В ноябре того же года был представлен созданный совместно с дуэтом FEODOQ (Дмитрий «Фео» Порубов и Doqta) сингл «Криминоген» и клип на него.
Весной 2016 года был официально опубликован трек «Война», в записи которого также приняли участие музыканты «МашнинБэнда» Андрей Машнин и Леонид «Ильич» Замосковский.
Трек «Война» изначально задумывался как песня-диалог с мужчиной. Очень здорово, что этим мужчиной в итоге стал Андрей Машнин. <...> Еще в «Войне» участвует Леня «Ильич» Замосковский, прокачавший звучание своей фирменной гитарой. Сама песня получилась, на мой взгляд, яростной и бескомпромиссной, и это то, что близко и нам, и «Машнинбэнду».Мария Любичева
Также в интервью Colta.ru вновь был упомянут грядущий мультиязычный альбом:
В ближайшем будущем мы планируем закончить электроакустический альбом и альбом на иностранном языке, а точнее, нескольких. Когда мы выступали в Германии, нам местные промоутеры сказали, что, если мы хотим стабильно ездить в европейские туры, нужно переходить на английский, французский или немецкий. Потому что диаспора сходит на концерт один раз. Мы же не этнику играем, смысловая нагрузка важна, и поэтому языковую раскладку менять необходимо.Мария Любичева
А 19 мая увидела свет первая половина нового альбома — «Светлое завтра. Первая половина дня». На релизе отметились Nina Karlsson, Катя Кобра, Пахом, Егор Попов («2-й СОРТ») и другие.
Репортажи о «Барто» выходили на телеканалах НТВ, ТНТ, Рен-ТВ, MTV, Муз-ТВ, СТС, СТВ и не только.
За время активной концертной деятельности группа дала около 400 концертов практически во всех крупных городах России от Калининграда до Хабаровска и множество концертов за рубежом — в том числе в Германии, Индии, Таиланде, Вьетнаме и Мексике.
Группа курирует собственный музыкальный лейбл bastard boogie tunes, являющийся дочерним предприятием «СОЮЗ Мьюзик».

## Состав
- Мария Любичева — музыка, аранжировки, вокал, тексты
- Евгений Куприянов — тексты, вокал, биты
- Алексей Отраднов (2006—2010, с 2023[29][30]) — тексты, концепция
- Илья Маркин (2007—2009, с 2023[31]) — гитара

### Бывшие участники
- Иван Дерябин (2009—2011) — гитара
- Владислав Крылов (2012—2013) — гитара

## Отзывы
Журнал Rolling Stone

Лучший дебютный альбом 2007 года. Дуэт Марии Любичевой и Алексея Отраднова, балансирующий на грани между суровым электро-панком Suicide и гламурным электро-клэшем с похотливым кошачьим голоском, звучит по-настоящему угрожающе. Тематика — либо жестко антиглобалистская (Микки Маус, «Макдоналдс» и прочая Наоми Кляйн), либо откровенно порнографическая, но поданная при этом, так сказать, в социальном ракурсе. Авторы говорят, что при сочинении этих песен они вдохновлялись поездками в подмосковных электричках, а ведь можно подумать, что отдыхом в «Дягилеве», настолько убедительно звучит эта электрическая гламорама.

Музыкальный портал Zvuki.ru

Сексапильный анархизм текстов в сопровождении не оставляющего времени на раздумья электроклэша. В итоге имеем — крепкий запоминающийся дебют, хлесткие точные тексты, томно-стервозный вокал, прыгучий танцевальный ритм и правильное настроение. «Барто» — действительно открытие этого года.

Артемий Троицкий

Ура, свершилось! Наконец-то нашлась простая русская девушка Маша, которая в песнях называет все вещи своими именами, не стесняясь в выражениях, и при этом энергично все выпевает в модном стиле электро-панк! Сергей Шнуров в юбке? Земфира без тормозов? Пожалуй, ни то, ни другое. Питерская группа «Барто» — совершенно самостоятельная история. Полагаю, что у каждой молодой россиянки должен быть этот диск — как противоядие от бойфренда, работы и Ксении Собчак.

В 2008 году Артемий Троицкий назвал группу «Барто» в числе своих любимых молодых групп.
Илья Зинин (клуб IKRA)

 Острословы, нигилисты, ниспровергатели авторитетов, лауреаты многочисленных премий, ярчайший российский электропоп-состав поколения айподов и вертикали власти, группа «Барто» с неизменной вокалисткой Марией Любичевой у руля везет в «Икру» новую программу с гордым названием «Ум, совесть и честь», каковое в иной ситуации наверняка было бы сочтено пустой бравадой, а здесь непринужденно сходит за констатацию факта. Ведь это все и правда про них: ум — потому что лишь от большого ума можно сочинить такое количество цепких, хлестких, точных песен на злобу дня и сыграть их в ультрамодном электропанк-ключе; совесть — потому что пороки окружающего мира эти треки фиксируют и выставляют на посмешище почище любой выспренной проповеди; честь — потому что со времен группы «Ленинград» никому не удавалось обращаться с русским матом так, чтобы на выходе не получалась пошлость и безвкусица. Проверенные хиты, плюс совсем новые песни с ещё не вышедшего альбома — всамделишный праздник непослушания.— Пресс-релиз презентации программы «Ум, Совесть и Честь» группы «Барто» 20 июня 2010 года
Анна Николаевская, редактор журнала Eatmusic

В этом прелесть музыки Барто: ее могут воспринять те, кто в обычной жизни, пожалуй, не собрался бы в одном месте. Интеллигентная молодежь, одинокие мужчины за тридцать и отсутствие «телочек» — таково описание публики Барто. Понять, почему молодежь любит Барто, не сложно: это классно звучит, это хорошие тексты, это искусное хулиганство.

## Дискография

### Номерные альбомы
- Барто (2007; издан на совместном лейбле «Союза» и Артемия Троицкого «Восход»)
- Секс, насилие и хорошее настроение (2009) («Союз»)
- Барто. Ремиксы (2010; «Союз»)
- Ум, совесть и честь (2010; «Союз»)
- STAR TREK BARTO OST (2011)
- Привет! Тоталитаризм (2012; ThankYou.ru)[5]
- Прекрасная Эпоха (2013; 22.04.2013:"Союз", 23.04.2013: ThankYou.ru)[36]
- Светлое завтра. Первая половина дня (2016, «Союз»/«bastard boogie tunes»)
- Светлое завтра. (2017, «Союз»/«bastard boogie tunes»)
- Избрань. (2021)[10]
- Возраст согласия (2023)[29][37]

### Концертные альбомы и бутлеги
- «Барто — live в антиклубе КАКАКА 10 мая 2009» (2009)

### Синглы
- Одноклассники / Берлин (2008)
- Кризис (2009)
- Готов? (2011)
- Гирлянды (maxi-single) (2011)
- Кісья ересь (2012) (с участием «Трэш-шапито КАЧ») — кавер-версия песни Pussy Riot «Богородица, Путина прогони!»[38]
- Письмо Клауса Номи (2012)
- Включите нам что-нибудь новое (2012)
- Сама! (2013)
- Корни (памяти Михаила Горшенёва) (2013)
- Мотивация (2013)
- Le Monstre {feat. Александр Ливер} (2014)
- $$ (2015)
- Император / Берлин 2.0 {feat. Flügfrakt} (2015)
- Считалочка (2023)[39]

### EP
- Секс/Бомба (2009)
- НННН (2014)[40]

### Сольные проекты
- Nosuha - «Drama» (2019) — сольный проект солистки группы Марии Любичевой[41][42]

## Видеоклипы
- Скоро всё ёбнется (feat. Naka)
- Цифровые нарКОТИКИ (Премьера — 10.08.09)
- Берлин (Премьера — 09.09.09)
- Скоро всё ёбнется {feat. ПРОХОР, ПУЗО, ПАХОМ} (Премьера — 09.09.09)
- Танцпол (Премьера — 21.12.09)
- Оne love (Премьера — 25.01.10)
- Нужны (Премьера — 23.11.10)
- На яды {Мумий Тролль cover} (Премьера — 14.03.11)
- КГБ (Премьера — 11.04.11)
- Готов (Премьера — 26.12.11)
- 90-е (Премьера — 01.01.12)
- Твоя любовь (Премьера — 18.05.12)
- Кісья Ересь (Pussy Riot cover) (feat. Трэш-шапито КАЧ) (Премьера — 08.08.12)
- Письмо Клауса Номи (Полный Пиздец) (Премьера — 17.01.13)
- Сама (Премьера — 22.01.13)
- Новая жизнь (Премьера — 17.05.16)